# Castil de Peones
Castil de Peones ist ein Dorf und eine Gemeinde mit nur noch 28 Einwohnern (Stand: 2024) in der Comarca La Bureba im Osten der Provinz Burgos innerhalb der autonomen Gemeinschaft von Kastilien-León in Spanien.

## Lage und Klima
Der Ort Castil de Peones liegt in einer Höhe von ca. 795 m etwa 29 Kilometer westnordwestlich der Provinzhauptstadt Burgos am Río Cerratón. Im Gemeindegebiet befindet sich ein größerer Windpark. Das Klima ist gemäßigt bis warm; der für spanische Verhältnisse reichliche Regen (ca. 678 mm/Jahr) fällt – mit Ausnahme der eher trockenen Sommermonate – übers Jahr verteilt.

## Bevölkerungsentwicklung
| Jahr      | 1970 | 1981 | 1991 | 2001 | 2011 | 2021 |
| Einwohner | 130  | 64   | 55   | 33   | 32   | 25   |

Die seit den 1950er Jahren deutlich gesunkenen Einwohnerzahlen sind als Folge der Mechanisierung der Landwirtschaft und der Aufgabe bäuerlicher Kleinbetriebe zu sehen.

## Wirtschaft
Das Gebiet der Comarca La Bureba ist schon seit alters her ein Weizenanbaugebiet, aber auch Sonnenblumen und Leguminosen werden ausgesät. 

## Sehenswürdigkeiten
- Peterskirche (Iglesia de San Pedro Apostól)
- Turm von La Casona aus dem 16. Jahrhundert

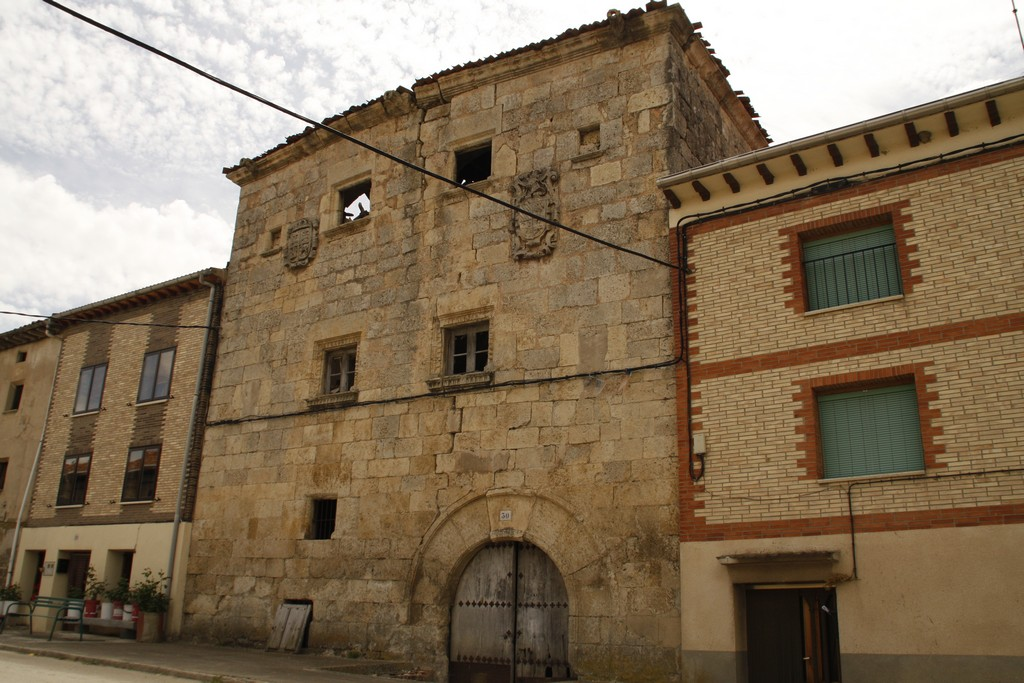
Turm von La Casona